# سلام الزوبعي
سلام زكم علي فضلي الزوبعي (1959 - 19 كانون الأول 2022) هو أستاذ جامعي مختص في علوم التربة والمياه، وسياسي عراقي ونائب رئيس الوزراء في حكومة نوري المالكي الأولى سنة 2006.